# Acraea maculiventris
Acraea maculiventris är en fjärilsart som beskrevs av Smith och Kirby 1894. Acraea maculiventris ingår i släktet Acraea och familjen praktfjärilar. Inga underarter finns listade i Catalogue of Life.